# Хиггинс, Полли
Полин Элен «Полли» Хиггинс (4 июля 1968, Глазго — 21 апреля 2019, Страуд, Юго-Западная Англия) — шотландский адвокат, писательница и лоббистка защиты окружающей среды, которую Джонатан Уоттс описал в некрологе в The Guardian как «одну из самых вдохновляющих фигур зелёного движения в мире». Она оставила свою юридическую карьеру, чтобы сосредоточиться на защите окружающей среды, и безуспешно лоббировала Комиссию международного права Организации Объединённых Наций с целью признания экоцида международным преступлением. Хиггинс написала три книги, в том числе Eradicating Ecocide («Искоренение экоцида»), и основала группу «Защитники Земли» для сбора средств.

## Ранняя жизнь и образование
Хиггинс выросла в Блейнфилде у подножия Кэмпси-Хиллз в Шотландии. Её отец был метеорологом во время Второй мировой войны, а мать была художницей. Семейный интерес к климату и зелёным вопросам влиял на неё с ранних лет. После учёбы в иезуитском колледже святого Алоизия в Глазго (1986) она получила степень в Абердинском университете (1990), диплом первой степени в Утрехтском университете и закончила аспирантуру Университета Глазго (1991). В университетские годы она сотрудничала с Фриденсрайхом Хундертвассером, художником и экоактивистом из Австрии. Позже они отправились в Вену, где на неё повлияло европейское экологическое движение. В 2013 году она получила степень доктора Honoris Causa в бизнес-школе Лозанны, Швейцария.
Хиггинс изучала юриспруденцию в Городском университете и юридической школе Inns of Court в Лондоне; в 1998 году её призвали в адвокатуру. Она работала юристкой в Лондоне, специализируясь на корпоративном праве и трудоустройстве.

## Адвокация
Хиггинс описала, как в конце трёхлетнего дела о человеке, получившего травму на работе, она смотрела в окно в Апелляционном суде и думала: «Земля тоже получает травмы и вред, и с этим ничего не поделаешь», и «Земля нуждается в хорошем юристе». Впоследствии она бросила работу, чтобы сосредоточиться на международном праве, которое привлекло бы руководителей предприятий и правительства к уголовной ответственности за причинённый ими окружающей среде вред.
Экоцид был предложен в качестве одного из международных преступлений против мира в 1996 году, но не был включен в окончательный вариант Римского статута Международного уголовного суда. Хиггинс начала кампанию за включение примерно в 2009 году. В 2010 году она говорила, что экоцид «приводит к истощению ресурсов, а там, где происходит эскалация истощения ресурсов, за этим следует война. Там, где подобное истощение является результатом действий человечества, экоцид может рассматриваться как преступление против мира». Она лоббировала Юридическую комиссию Организации Объединённых Наций, чтобы признать экоцид международным преступлением, но при её жизни эта цель не была достигнута.
В рамках своей кампании Хиггинс написала книгу Eradicating Ecocide и основала группу по сбору средств «Защитники Земли». Она была основательницей Альянса Земного Закона. В 2009 году журнал The Ecologist назвал Хиггинс «одним из десяти лучших дальновидных мыслителей мира». Она заняла 35-е место в списке 100 самых вдохновляющих женщин мира журнала Salt за 2016 год.

## Личная жизнь
Покинув Шотландию, Хиггинс жила в Лондоне, а позже поселилась недалеко от Страуда, Глостершир. Она была замужем за Яном Лори, судьёй и королевским адвокатом.
В марте 2019 года Джордж Монбио объявил, что у Хиггинс диагностировали рак в терминальной стадии. Она умерла 21 апреля 2019 года в возрасте 50 лет. Похоронена в Сладе, Глостершир.

## Избранные публикации
Книги
- Eradicating Ecocide: Laws and Governance to Prevent the Destruction of Our Planet (2010)[14]
- Earth Is Our Business: Changing the Rules of the Game (2012) (ISBN 978-0856832888)
- I Dare you to be Great (2014) (ISBN 978-1909477469)
- Dare to be Great (2020) (ISBN 978-0750994101) (re-publication with new introduction & appendices)

Документы
- Higgins, Polly (2013). Protecting the planet: A proposal for a law of ecocide. Crime, Law and Social Change. 59 (3): 251–266. doi:10.1007/s10611-013-9413-6.

## Награды
В 2011 году книга «Искоренение экоцида» была признана победителем национальной премии «Народная книга». В 2012 году Хиггинс прочитала лекцию в память о Рейчел Карсон. У неё было почётное (неакадемическое) профессорское звание в Университете Осло (2013-14), она получила почётную докторскую степень в бизнес-школе Лозанны, Швейцария (2013). В 2018 году она была удостоена почетной стипендии Королевского шотландского географического общества. Среди других её наград — премия Polarbröd Utstickarpriset за Future Leadership (2016) и премия Slovakian Ekotopfilm Award (2017).